# اورنجفیلد (تگزاس)
اورنجفیلد، تگزاس(به انگلیسی: Orangefield, Texas) شهری در ایالت تگزاس از ایالات جنوبی ایالات متحده آمریکا است.